# 開義縣
開義縣，遼代設置的縣。乾州，廣德軍，本漢無慮縣地。遼聖宗統和三年置。統州一、縣四：奉陵縣、延昌縣、靈山縣、司農縣。海北州，初隸宜州，統縣一：開義縣。